# Вайс бира
Вайс бира (на немски: Weissbier – в превод бяла бира), известна и като Вайцен бира (на немски: Weizen, Weizenbier – в превод пшенична бира), е традиционна германска бира тип ейл, приготвена на основата на пшеничен малц, със съдържание на алкохол от 5 до 9 об. %. Макар че този вид бира се произвежда в цяла Германия, най-голямо признание и популярност има в южните провинции Бавария и Баден-Вюртемберг.

## Характеристика
Германската пшеничена бира се прави от смес от пшеничен малц (в състава на пивната мъст съставлява преобладаващата част – обикновено над 50%) и ечемичен малц, хмел и специални дрожди за горна ферментация. Тя се отличава с богат и интензивен плодов вкус и аромат. По правило е мътна (нефилтрирана) и светла бира. Но се правят и филтрирана пшенична бира (Кристалвайцен, нем. Kristallweizen) и тъмна пшенична бира (Дункелвайцен, нем. Dunkelweizen). Вайс бирата е мътна поради наличието на механични примеси. Те са от фини невидими частици до видими части от ечемичени или житни зърна (от малца) и парченца листа от хмел.

## Видове вайс бира

### Хефевайцен (Хефевайс)
Хефевайцен (Hefeweizen) или Хефевайс (Hefeweiss) е нефилтрирана светла пшенична бира, създадена в Южна Германия, предназначена за летните месеци, но обикновено се произвежда целогодишно. Това е свежа бира с лека хмелна горчивина и характерен зърнено-плодов вкус, с нотки на банан, карамфил и ванилия. Това е бира с мая (mit hefe), откъдето идва и името ѝ, и се предлага с утайка от малц и бирена мая (дрожди). Съгласно немското законодателство 50 % от мливото трябва да бъде от пшеничен малц, като в някои разновидности този процент достига до 70 %; останалото и ечемичен пилзнер малц.
Хефевайс бирите се отличават със светъл сламено-жълт до тъмнозлатист цвят, висока карбонизация и плътна, дебела и устойчива пяна. Те са непрозрачни заради дрождените остатъци. Имат мек зърнен вкус от пшеницата, както и сладост от ечемичения малц. Характерен плодов аромат на банан и карамфил. Алкохолно съдържание: 4,3 – 5,6 %.
Типични търговски марки са: Schneider Weisse Original, Paulaner Hefe – Weizen, Sudwerk Hefeweizen, Barrelhouse Hocking Hills HefeWeizen, Sprecher Hefeweizen, Weihenstephaner Hefe Weissbier, Live Oak Hefe Weizen, Piece Top Heavy Hefeweizen, Ayinger Bräu-Weisse, Sierra Nevada Kellerweis Hefeweizen,	Franziskaner Hefe-Weissbier, Paulaner Hefe-Weissbier, Schneider Georg Schneiders Wiesen Edel-Weisse, Andechser Weissbier Hefetrüb, 5 Seasons Big Blonde HefeWeizen, Funky Buddha Floridian Hefeweizen, Hacker-Pschorr (Hefe) Weisse, Maisels Weisse Original, Capital Kloster Weizen,	Victory Mad Kings Weiss, Craftsman Heavenly Hefe, Victory Sunrise Weissbier, Jolly Pumpkin Weizen Bam with Lemongrass, Fujizakura Kougen Weizen, Dieu du Ciel Nativité Blonde, New Glarus Unplugged Imperial Weizen, New Glarus Dancing Man Wheat, Denisons Weissbier.

### Кристалвайцен (Кристалвайс)
Кристалвайцен (Kristallweizen) или Кристалвайс (Kristallweiss) е филтрирана светла пшенична бира. Това е свежа бира с лека хмелна горчивина и характерен зърнено-плодов вкус, с нотки на банан, карамфил и ванилия. За разлика от хефевайс, във филтрираната версия кристалвайцен няма остатъци от дрожди и малцови остатъци и тя е кристално прозрачна, откъдето идва и името и.
Кристалвайцен бирите се отличават със светъл сламеножълт до тъмнозлатист цвят, висока карбонизация и плътна, дебела и устойчива пяна, мек зърнен вкус от пшеницата, както и сладост от ечемичения малц. Характерен плодов аромат на банан и карамфил. Алкохолно съдържание: около 5,0 %.
Типични търговски марки са: Weihenstephaner Kristall Weissbier, New Glarus Laughing Fox, Propeller Kristall Weizen, Hacker-Pschorr Kristall Weisse, Lazy Magnolia Blue Heron, Black Raven Sunthief, Franziskaner Weissbier (Kristall Klar), Hofbräu München Kristall Weisse, Maisels Weisse Kristall, Bischofshof Kristall Weizen Hefefrei, Town Hall Kristall Weizen, Schneider Weisse Kristall, Franconia Kristal-weizen, Tucher Kristall Weizen, Harveys Copperwheat Beer, Hütt Weizen Kristall, Paulaner Weissbier Kristallklar, Memminger Kristallweizen, Will-Bräu Original Bayerisch Kristall Weizen, Edelweiss Weissbier Kristallklar, Baisinger Teufels Weisse Kristall, Julius Echter Kristall Weizenbier, Les Trois Mousquetaires Milady.

### Дункелвайцен (Дункел Хефевайс)
Дункелвайцен (Dunkelweizen) или Дункел Хефевайс (Dunkel Hefeweiss) е нефилтрирана тъмна пшенична бира, приготвена с използването на тъмен препечен малц. Dunkel означава тъмен на немски език, Weizen означава пшеница, оттам и името на този вид вайс бира.
Цветът варира от светломеден до кафяв махагон. Отличава се с плътна, кремообразна пяна. Свеж, плодов, малцов вкус с нотки на банани и карамфил. Наситен аромат на карамфил, ванилия, банан, ябълка и индийско орехче.
Алкохолно съдържание: 4,3 – 5,6 %
Типични търговски марки са: Franziskaner Dunkel Hefe – Weisse, Hacker – Pschorr Weisse Dark, Tucher Dunkles Hefe Weizen, Ayinger Ur – Weisse, Brooklyner Dunkel, Weisse New Glarus Black Wheat,	Blue Tractor Schakolad Weizen, New Belgium Lips of Faith – Dunkelweiss, Piece Dark n Curvy, Ayinger Ur-Weisse, Victory Sunset Dunkelweizen, Weihenstephaner Hefeweissbier Dunkel, Emersons Weissbier Dunkel, New Glarus Copper Kettle Weiss, Weyerbacher Slam Dunkel, Cuvée d’Oscar, Beaus All Natural Dunkel Buck, Julius Echter Hefe-Weissbier Dunkel, Andechser Dunkles Weissbier, Ramstein Classic, Hacker-Pschorr Dunkle Weisse, Paulaner Hefeweissbier Dunkel, Das Bierhaus Hefeweizen Dunkel, Town Hall Midsummer Nights Dunkel.

### Вайценбок (Вайсбок)
Вайценбок (Weizenbock) е също нефилтрирана пшенична бира, но с по-високо алкохолно съдържание (6,0 – 7,0 об.% в сравнение с обичайните 5,0 %).
Вайценбок е типична зимна бира. Обикновено се прави с от 60 % до 70 % пшеничен малц, а останалите 30 до 40 % са пилзенски, виенски или мюнхенски ечемичен малц.
Вайценбок бирите са със светъл до кехлибарен цвят, с по-голяма плътност и малцов вкус, и в зависимост от малца – повече или по-малко прозрачни.
Докато обикновените бок-бири са тип лагер всички вайценбок бири са тип ейл.
Те ферментират със специална мая, която им придава леко пикантен вкус на карамфил.
Типични търговски марки са: Schneider Aventinus, Erdinger Pikantus, Mahr's Der Weisse Bock, Pyramid Weizenbock, DeGroen's Weizenbock, Heineken Tarwebok.

### Вайцен допелбок (Вайс допелбок)
Вайцен допелбок (Weizendoppelbock) е по-силен и обикновено по-тъмен вариант на weizenbock.
Тази бира се отличава с изключително малцов вкус, с много лека горчивина.
Weizendoppelbock бирите са с алкохолно съдържание от 7,0 % до 9,0 %.
Отличават се с богат малцов финал и плътна, дебела и устойчива пяна.
Типични търговски марки са: Andorfer Weihnachtsbock (Weizendoppelbock), Riegele Augustus Weizendoppelbock, Stanglbräu Weizendoppelbock, Stieckemus Weizendoppelbock, Triumph Rauchweizendoppelbock, Watzke Weizendoppelbock.

### Вайцен айсбок (Вайс айсбок)
Вайцен айсбок (Weizen Eisbock) е тъмна бира, пшенична разновидност на популярния в Германия тип бира Айсбок или Леден бок (Eisbock)=
При приготвянето ѝ бирата се замразява с последващо отстраняване на леда, за концентрация на вкуса и алкохолното съдържание.
Най-известната марка вайцен айсбок, както в Германия, така и в Северна Америка, е Schneider Aventinus Weizen-Eisbock.
Това е бира с тъмнорубинен цвят, с богат малцов вкус и аромат и с алкохолно съдържание: 8,2%.
Производството е ограничено – вари се само веднъж годишно и след това се бутилира в 0.33 л. бутилки.

## Вайс бира в България
В България пшенични бири в германски стил са „Болярка Вайс“ и Столично Вайс. Болярка Вайс е производство на „Болярка ВТ“АД. Бирата е в производство от 2007 г. и е съвместна разработка между технолозите на „Болярка ВТ“АД и Института по пивото в Берлин. Тя е горноферментиращ тип пшенична бира, нефилтрирана – с видими парченца мая на дъното на бутилката, които обуславят мътния ѝ вид; по-газирана, сладка на вкус, с плодов аромат и кремообразна пяна, и бананов, карамфилов и ванилов аромат. 